# James Ivory (matematyk)
James Ivory (ur. 17 lutego 1765, zm. 21 września 1842) – szkocki matematyk i astronom. Laureat Medalu Copleya.

## Życiorys
Ivory urodził się w Dundee, gdzie pobierał wczesną edukację w Dundee Grammar School. W 1779 rozpoczął studia na najstarszym szkockim uniwersytecie University of St Andrews, gdzie wyróżniał się szczególnie w matematyce. Studiował także teologię, jednak po dwóch semestrach na University of St. Andrews i jednym semestrze na Uniwersytecie Edynburskim, porzucił idee kościelne. W 1786 został asystentem nauczyciela matematyki i filozofii naturalnej w nowo powstałej Akademii Dundee. Trzy lata później został wspólnikiem i dyrektorem w firmie zajmującej się przędzeniem lnu w Douglastown, w hrabstwie Forfarshire (obecnie Angus), choć nadal w wolnych chwilach zajmował się samodzielnym studiowaniem matematyki. Był bardzo dobrze zorientowany nie tylko w geometrii dawnej i współczesnej, ale też miał pełnię wiedzy z zakresu metod analitycznych i odkryć matematyków na kontynencie.

## Osiągnięcia naukowe
Najwcześniejsze prace Jamesa Ivory’ego dotyczące analizy rektyfikacji elipsy zostały opublikowane wydawnictwem Royal Society of Edinburgh w 1796 roku. Kolejne publikacje to Równania Sześcienne z 1799 i Problem Keplera z 1802. W 1804, po rozwiązaniu spółki przędzalni lnu, Ivory objął jedną z katedr matematyki na Royal Military College w Marlow (obecnie przeniesioną do Sandhurst), gdzie od 1816 roku, kiedy to pogorszenie stanu zdrowia zobowiązało go do rezygnacji, wywiązywał się z niezwykłym sukcesem ze swoich obowiązków.
W czasie pracy w Marlow opublikował w „Philosophical Transactions” kilka artykułów, które przyczyniły się do otrzymania w 1814 Medalu Copleya i zapewniły członkostwo w Towarzystwie Królewskim w 1815. Szczególne znaczenie w historii ma twierdzenie dotyczące elipsoid opublikowane w 1809, zwane twierdzeniem Ivory’ego. Jego późniejsze prace w „Philosophical Transactions” dotyczyły refrakcji aeronomicznych, zaburzeń planetarnych, czy równowagi płynności mas. Za swoje badania otrzymał medal królewski w 1826 i ponownie w 1839.
W 1831, za rekomendacją Lorda Broughama, król Wilhelm IV Hanowerski przyznał mu rentę w wysokości 300 £ rocznie oraz odznaczył go Royal Guelphic Order wraz z tytułem szlacheckim. W 1839 roku Uniwersytet St. Andrews nadał mu tytuł doktora.